# كاثرين تورانس
كاثرين تورانس (من مواليد 10 أكتوبر 1998) هي لاعبة غطس بريطانية ظهرت لأول مرة على مستوى أوروبا في عام 2016. وفي وقت لاحق من ذلك العام فازت بميداليتين ذهبيتين وميدالية برونزية واحدة في مسابقة بطولة العالم للناشئين. شاركت في حدث القفز من منصة القفز بطول متر واحد للسيدات في بطولة العالم للألعاب المائية 2019. شاركت في ألعاب الكومنولث 2018 حيث فازت بالميدالية الفضية في حدث القفز المتزامن بطول 3 أمتار جنبًا إلى جنب مع أليشيا بلاج.
شاركت في حدث القفز 3 متر متزامن للسيدات جنبًا إلى جنب مع غريس ريد في دورة الألعاب الأولمبية الصيفية 2020، انهى الثنائي المسابقة في المركز السادس.